# Типшар
Типша́р (сухая беда, чув. типшар или тип шар) — форма самоубийства путём самоповешения или самосожжения с целью отмщения врагу или указания на собственную невиновность. Считается[кем?], что обычай был наиболее распространён среди чувашей, но встречается и среди финно‑угорских народов Поволжья, в меньшей степени среди удмуртов, ещё реже — среди марийцев и мордвы.
Однако в чувашских словарях, как правило, нет статей, объясняющих это понятие именно таким образом; «всякое незаслуженное несчастье, всякое бедствие», — так писал о типшаре Василий Сбоев:70. Понятие стали относить к самоубийству только после появления, под названием «Типшар», перевода на чувашский язык известного произведения «Сухая беда» Н. Д. Телешова, выполненного М. Ф. Акимовым (1884—1914).

## Этимология
Историк Василий Сбоев в примечаниях к своим «Заметкам о чувашах»:70 объясняет происхождение слова «типшар» от арабского слова теббь («погибель, пропадь») и чувашского шар («беда, несчастье», тж. из араб. ﺷﺮ‎ в значении «зло, злость, бедствие, несчастье». В таком случае «типшар» правильнее перевести на русский как «неодолимая, или гибельная, беда». Вторая версия происхождения — от чувашских слов типӗ и шар (в дословном переводе — сухая беда; как в прозаических произведениях В. И. Даля и Н. Д. Телешова)). Указанное же русское понятие в фундаментальном труде В. И. Даля «Пословицы и поговорки русского народа», в разделе «Убийство — смерть» проходит в таком виде — «Сухая беда (удавленник; беда, по розыскам)».

## Происхождение
Это явление, отнесённое к чувашам, было впервые описано в XIX веке (1840 год) Александрой Фукс, женой казанского историка и этнографа Карла Фукса:
Редко между чувашами бывают ссоры. Ещё реже вражды; но, ежели уже они очень рассердятся, то какое удивительное у них мщение! Чувашин идет к своему неприятелю, желая ему навлечь беду, давится у него на дворе. Бедные! Не знают другого мщения, как жертвовать своей жизнью, чтоб причинить беду врагу своему.А. Фукс. Записки Александры Фукс о чувашах и черемисах Казанской губернии. - Казань : в типографии Императорского Казанского университета, 1840. - 329 с. : табл. .
Представление об удмуртском обычае «вешаться на воротах» описывается в работе 1880 года, принадлежащей перу изучавшего удмуртов казанского этнографа Василия Кошурникова. Характеризуя нрав удмуртов, он, в частности, пишет.
Гордость и самолюбие не позволяют вотяку переносить оскорблений и обид. Оскорбленный вотяк мстителен: он всюду шлёт проклятия на голову оскорбителя и даже в молитве вызывает о мщении: «Бачка Никола, рука, нога ломай ему (врагу), курушенько (хорошенько) ломай». Если злоба оскорбленного вотяка не будет укрощена примирением, он… отомстит врагу собственным своим удавлением. В таком случае ворота или огород врага становятся театром страшной катастрофы к ужасу всей вотской деревни…

Месть эта — одна из злейших, во 1-х, потому, что они боятся следственных дел и проволочек по судам, во 2-х, у них есть поверье, что самоубийцы эти страшно мстительны к живым даже и по смерти: они насылают всевозможные беды и напасти… Ещё более труслив вотяк в обращении с русскими, особенно если он чувствует себя виновным в поступке или преступлении… бывает часто так, что запуганный вотяк, хотя бы он не знал за собой никакой вины, боясь одной процедуры суда… лезет в петлю.В. Кошурников. «Быт вотяков Сарапульского уезда, Вятской губернии»

## Причины и случаи
Типшар — это не признак бессилия или смирения с несправедливостью, а способ протеста, доказательство своей правоты при безвинном обвинении в чем-либо или протест против действий человека, не желающего нести ответственность за свои поступки, пренебрегающего чужой судьбой.
С.М. Михайлов, проведя в середине XIX века собственное расследование, установил, что случаи самоубийства среди чувашей больше всего связаны с духовно-внутренними и социально-внешними причинами:
1. Идеологическим состоянием чувашей — их приверженностью к языческим суевериям;
2. Политическим положением чувашей, их колониальным угнетением чиновничеством.

На протяжении XX века в советское время типшар в чистом виде среди чувашей встречался крайне редко. Остался лишь как личный суд над интимными взаимоотношениями между женщинами и мужчинами, в сельской местности среди обманутых невест/женихов.
В 2013 году федеральные СМИ обратили внимание на ряд случаев самосожжений среди чувашей. Пытаясь объяснить это, пресса вспоминала об обычае типшара.
- В декабре 2007 года попытку самосожжения на Красной площади в Москве с обычными для типшара мотивами (добиться уголовного преследования обидчиков) совершил чувашский оппозиционер и бизнесмен Эдуард Мочалов. С ожогами лица и рук он был доставлен в реанимационное отделение Института Склифосовского, где провёл больше месяца[16].
- В ноябре 2011 года акт самосожжения у Кутафьей башни в Москве пытался совершить обманутый дольщик из Чувашии Григорий Алексеев[17][18].
- В декабре 2012 года под угрозой самосожжения требовала зарплаты неназванная 52-летняя жительница Чувашии, находившаяся на заработках в Подмосковье[17].
- В начале 2013 года организовал попытку самосожжения на Красной площади ветеран Афганской войны из Чувашии Василий Поклаков, пытаясь привлечь внимание властей к проблеме строительства в Чебоксарах реабилитационного центра для ветеранов[17]. Поклаков был госпитализирован с ожогами 45 процентов тела[19].
- 20 августа 2019 года чебоксарская воспитательница Алена Блинова, по её словам — уволенная и выселенная с двумя детьми за посещение оппозиционного митинга — после записи краткого видеообращения в знак протеста совершила типшар, прыгнув в Волгу с лодки с камнем на шее, но осталась в живых. После спасения она организовала среди чувашских блогеров флэшмоб под названием «Чувашия на дне» города Чебоксары, чтобы сорвать празднование 550-летия столицы Чувашской Республики и привлечь внимание властей к социальным проблемам[20]. Видео акции было выложено на YouTube.
- 23 августа 2019 года на набережной Волги активисты и общественники из Чебоксар осуществили флешмоб «Чувашия на дне». Блогер Евгений Никитинский принял участие в национальном ритуале «Типшар» с критикой в адрес местных чиновников: «Моя акция против беззакония, которое творится в Чувашии. Нашу набережную изуродовали — нет сил больше на это смотреть», — сказал Никитинский и прыгнул в Волгу с камнем на шее, имитировав утопление[21]
- 10 сентября 2019 года удмуртский активист Альберт Разин совершил акт самосожжения во время пикета в поддержку удмуртского языка. Рядом стоял транспарант с надписью «Если завтра мой язык исчезнет, то я готов сегодня умереть». Получив ожоги более 90 % тела, Разин скончался в больнице[22].

## В литературе
О «сухой беде» писали О. И. Сенковский (начало 1840-х гг.), В. И. Даль (1848),
Н. И. Мельников-Печерский (1857), Н. Д. Телешов (1897) и другие. Картина не изменилась и в XX веке: «Случаи самовольного ухода из жизни, так частые в наше время, показывают, что многие в современном обществе не имеют определенных взглядов на жизнь и не имеют понятия о цели жизни…» (Г. И. Комиссаров. О чувашах. 2003. С. 215).
Чувашский писатель Фёдор Уяр посвятил обычаю типшар одноимённую пьесу «Типшар», которая была поставлена в Чувашском ТЮЗе.
Русский писатель Николай Телешов посвятил обычаю типшар рассказ «Сухая беда». Чуваш Максимка, не имея возможности вступиться за честь поруганной девушки, решает отомстить её обидчику, совершив типшар:

«А мне что ж! — рассуждал Максимка, и погубить себя казалось ему в сущности так просто и так не важно, что обменять свою жизнь на долгую и мучительную гибель врага было только победой. — Ведь с проклятым куштаном ничего иначе не сделаешь: он всё будет смеяться да пировать, а тут…»
И Максимка опять засмеялся.
А тут… он не пропустит ему ни одной ночи, чтобы не явиться ужасным призраком, он будет его попрекать своей смертью, душить страшными сновидениями, становиться везде поперек дороги, путать мысли, отравлять веселье…
О, тогда уже больше не запоёт куштан!.. Выплачет он свои глаза, изорвёт свои волосы, иссохнет, завянет и умрёт хуже всякой собаки, с проклятием и злобой на самого себя!..

Явление «сухой беды», но уже не отнесённое к чувашам, описывается и в произведении Н. А. Некрасова «Кому на Руси жить хорошо».